# Peppermint Pig
Peppermint Pig è un'EP del gruppo musicale britannico di rock alternativo Cocteau Twins, pubblicato dall'etichetta 4AD nel marzo del 1983.
La prima masterizzazione contiene il singolo a tiratura limitata in 7" pollici di Peppermint Pig seguita dal Laugh Lines mentre l'edizione a 12" pollici contiene una versione estesa di Peppermint Pig e altri due brani, Laugh Lines e una versione alternativa di Hazel, contenuta nel loro album d'esordio, Garlands.

## Il disco
In questo EP per la prima ed unica volta i Cocteau Twins non sono i produttori della loro musica: infatti la produzione sarà affidata ad Alan Rankine degli Associates.
In un'intervista che Robin Guthrie rilasciò alla rivista Sounds dopo la pubblicazione dell'album afferma che l'intero album «è uno schifo. Un miscuglio senza ne capo ne coda [...] brutte canzoni, cattivo produttore e...cattiva band!....». Elizabeth Fraser si limitò a dire che le canzoni erano «tutto quello di cui disponevamo in quel momento».
La versione live di Hazel, registrata durante il famoso programma radiofonico della BBC, The Peel Sessions, fu poi inserita in BBC Sessions in alcune ristampe di Garlands e nel Box Set pubblicato dalla 4AD nel 1991. L'intero EP sarà poi incluso nella compilation del 2006 Lullabies to Violaine.
Questo fu l'ultimo album che vide Will Heggie come bassista. Dopo la pubblicazione dell'EP e il tour successivo ad esso, decise di lasciare il gruppo per unirsi ai Lowlife, altro gruppo emergente dalle sonorità dream pop.

## Tracce

### 7": 4AD / AD 303 (UK)
1. "Peppermint Pig" - 3:24
2. "Laugh Lines" - 3:19

### 12": 4AD / BAD 303 (UK)
1. "Peppermint Pig" - 5:02
2. "Laugh Lines" - 3:19
3. "Hazel" - 2:48

### CD: 4AD / BAD 303 CD (UK)
1. "Peppermint Pig" (versione 7") - 3:24
2. "Laugh Lines" - 3:19
3. "Hazel" - 2:48
4. "Peppermint Pig" (versione 12") - 5:02

## Gruppo
- Elizabeth Fraser - voce
- Robin Guthrie - chitarra
- Will Heggie - basso